# Slaget om Najaf
Slaget om Najaf (5. august – 27. august 2004) var et slag der blev udkæmpet mellem amerikansk og irakisk militær og Muqtada al-Sadrs Mahdi-milits i den irakiske by Najaf.
31. juli 2004 overtog 11th Marine Expeditionary Unit (11th MEU) fra det amerikanske marinekorps, under den polsk ledede Multi-National Division Central South den operationelle kontrol over provinserne An Najaf og Al Qadisiyah fra 1st Infantry Division.
11th MEU og Mahdi-militsen kom første gang i skudveksling 2. august, da en patrulje marinesoldater kom i nærheden af et hospital i udkanten af byen, der lå ved siden af Muqtada al-Sadrs hjem. Begge sider trak sig tilbage.
Det efterfølgende slag begyndte 5. august, da mehdi-militsen angreb en irakisk politistation. Det første angreb blev slået tilbage af politifolkene, men snart regrupperede militsen og angreb igen. Kort efter ankom en reaktionsstyrke fra 11th MEU efter en forespørgsel fra An Najafs guvernør. Reaktionsstyrken blev beskudt med tunge maskingeværer og morterer af Mahdi-militsen, der befandt sig i Wadi-us-Salaam, den største kirkegård i den muslimske verden.
En amerikansk helikopter, der transporterede en såret amerikansk soldat, blev skudt ned på kampenes anden dag. Fire amerikanere blev dræbt under de voldsomme bykampe der blev udkæmpet mellem Mahdi-militsen, de amerikanske tropper og irakiske styrker, indtil 11th MEU trak sig midlertidigt ud 7. august.
9. august, mens 11th MEU og Mahdi-militsen fortsatte deres kampe, satte det amerikanske militær tre ekstra bataljoner fra den amerikanske hær ind i kampen.
Under kampene blev omkring 6 amerikanske M1 Abrams kampvogne og M2 Bradley kampkøretøjer beskadiget eller ødelagt af oprørernes RPG'er, der blev affyret i de snævre gader. I starten foregik de fleste kampe i centrum af byen, men senere bevægede kampene sig til kirkegården.
Efter flere dages kamp skiftede kampene igen, denne gang til området omkring Imam Ali Moskeen, en af den muslimske verdens helligste steder, især for shiamuslimer. Resterne af Mahdi-militsen trak sig tilbage til moskeen og søgte tilflugt der. Marinesoldaterne omringede moskeen og en belejring startede. Kampene skadede to af minareterne på moskeen.
23. august lød 15 eksplosioner fra området, og granatsplinter regnede ned over moskeens gårdsplads, mens skudsalver gav ekko i gyderne. 26. august kastede to F-16 jagerfly fire 2000 punds JDAM bomber på to hoteller der lå tæt på Imam Ali Moskeen. Oprørerne trak sig ud til hotellerne om natten. Luftangrebet førte hurtigt til en fredsaftale med Moqtada al-Sadr.
Selvom nabobygningerne blev svært beskadiget fik Imam Ali Moskeen kun overfladiske skader fra projektiler og granatsplinter.
Slaget sluttede 27. august med en fredsaftale. Både de amerikanske styrker og Mahdi-militsen trak sig fra byen. Mahdi-krigerne indleverede deres våben før de forlod byen, og ingen blev tilbageholdt. Derefter overtog det irakiske politi ansvaret for sikkerheden i byen. Under slaget var der også voldsomme kampe i Sadr City i Bagdad. Et stort antal oprørere fra Najaf tog videre til Bagdad og kæmpede videre der. En endelig aftale mellem Muqtada al-Sadr og USA blev truffet i slutningen af september, og kampene ophørte i starten af oktober.